# Novy-Chevrières
Novy-Chevrières è un comune francese di 686 abitanti situato nel dipartimento delle Ardenne nella regione del Grand Est.

## Società

### Evoluzione demografica
Abitanti censiti